# Bitwa nad Neretwą (film)
Bitwa nad Neretwą (serb.-chorw. Bitka na Neretvi) – jugosłowiański film wojenny z 1969 roku. Film zrealizowano na podstawie autentycznych wydarzeń z czasów II wojny światowej, które przeszły do historii jako bitwa nad Neretwą.

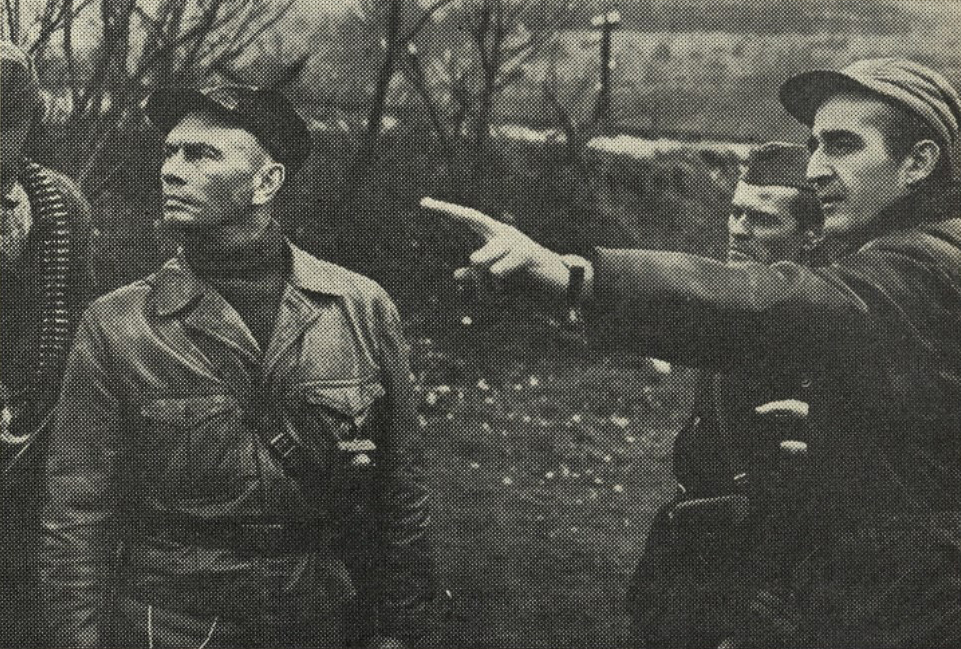
Yul Brynner, Lojze Rozman i reżyser Veljko Bulajić podczas kręcenia jednej ze scen filmu

Film kręcono przez 18 miesięcy, w realizacji wzięło udział 10 tysięcy żołnierzy armii jugosłowiańskiej. Pojawiające się w filmie niemieckie czołgi PzKpfw VI to w rzeczywistości odpowiednio ucharakteryzowane czołgi T-34, którymi dysponowała wówczas armia jugosłowiańska. Według oficjalnych danych kosztował 4,5 mln dolarów, ale suma ta wydaje się bardzo zaniżona.
W 1969 film był nominowany do Oscara.

## Opis fabuły
Styczeń 1943 roku. Niemiecka armia w obawie przed atakiem aliantów rozpoczyna wielką ofensywę przeciwko komunistycznej partyzantce Josipa Tito. Siły niemieckie wspierają oddziały włoskie oraz czetnicy. Jedynym ratunkiem dla partyzantów i tysięcy cywilnych uchodźców jest ucieczka przez most na rzece Neretwa.

## Obsada
- Siergiej Bondarczuk jako Martin
- Anthony Dawson jako Generał Morelli
- Ljubiša Samardžić jako Novak
- Velimir Bata Živojinović jako Stole
- Howard Ross jako Włoch
- Sylva Koscina jako Danica
- Hardy Krüger jako Pułkownik Kranzer
- Franco Nero jako Kapitan Michael Riva
- Curd Jürgens jako Generał Lohring
- Orson Welles jako Czetnik
- Oleg Vidov jako Nikola
- Milena Dravić jako Nada
- Špela Rozin jako jugosłowiańska dziewczyna
- Yul Brynner jako Vlado
- Veljko Mandić jako czetnik